# B-Flat Recordings
B-Flat Recordings is een Frans platenlabel, dat jazz uitbrengt. Het werd in 2003 opgericht door de musici Stéphane Belmondo en Lionel Belmondo, Ronan Palud en Olivier Lacourt, oprichter van Discograph. Het is een sublabel van Discograph. Musici die op het label uitkwamen zijn Éric Legnini, de gebroeders Belmondo, Vincent Artaud, Dré Pallemaerts en Christophe Dal Sasso.